# Back to Love (Anthony Hamilton)
Back to Love è il quinto album in studio del cantante statunitense Anthony Hamilton, pubblicato nel 2011.

## Tracce
1. Back to Love – 3:20 (A. Hamilton, S. Remi, V. Henry)
2. Writing on the Wall – 3:28 (A. Hamilton, M. Flowers)
3. Woo – 3:15 (A. Hamilton, A. Dixon, B. Coleman, K. Edmonds, P. Smith)
4. Pray for Me – 4:40 (A. Hamilton, A. Dixon, K. Edmonds, P. Smith)
5. Best of Me – 3:46 (A. Hamilton, J. Mozee)
6. Never Let Go (featuring Keri Hilson) – 3:40 (A. Hamilton, C. Johnson, J. Wonda)
7. Mad – 3:43 (A. Hamilton, A. Dixon, K. Edmonds, P. Smith)
8. I'll Wait (To Fall in Love) – 4:15 (A. Hamilton, B. Avila, I. Avila)
9. Sucka for You – 4:19 (A. Hamilton, K. Wooten)
10. Baby Girl – 3:34 (A. Hamilton, K. Wooten)
11. Who's Loving You – 3:47 (A. Hamilton, A. Heard, M. Anzel, Victoria "Bekele" Tollossa)
12. Life Has a Way – 4:15 (A. Hamilton, J. Poyser)

Tracce Bonus Edizione Deluxe
1. Broken Man – 4:50 (A. Hamilton, A. Harris, V. Davis)
2. I'm Ready – 3:54 (A. Hamilton)
3. Fair in Love – 5:32 (A. Hamilton, C. Soper, J. Singer, N. Banns)
4. More Than Enough – 4:10 (A. Hamilton, K. Wooten)

## Classifiche
| Classifica (2011) | Posizione raggiunta |
| ----------------- | ------------------- |
| Stati Uniti       | 12                  |